# Cefalotórax

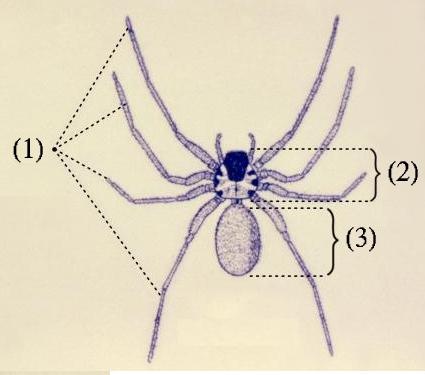
Anatomia de uma aranha: 2. cefalotórax

Em zoologia, chama-se cefalotórax a parte do corpo dos artrópodes (exceto no subfilo Chelicerata, onde este tagmatum se denomina prossoma) que agrupa a cabeça e o tórax (das palavras gregas que designam estas partes). Muitas vezes o cefalotórax está coberto por uma carapaça.
É no cefalotórax que se encontram os olhos, o aparelho bucal,as antenas (quando estão presentes), os apêndices bucais e as patas.
Na ordem dos aracnideos ele esta presente na classe dos aracnideos e dos crustaceos